# Raffaele Cutolo
Raffaele Cutolo (* 20. Dezember 1941 in Ottaviano bei Neapel; † 17. Februar 2021 in Parma) war ein Boss der neapolitanischen Camorra. Er war der Begründer der Nuova Camorra Organizzata (NCO), eine der beiden großen „Familien“ der heutigen Camorra.

## Leben
Raffaele Cutolo war ein Sohn eines Bauern und einer Wäscherin. Seinen ersten Mord beging er mit 22 Jahren aus dem Wunsch eines Mannes heraus, bei einem Cutolo-Streit zu schlichten. Obwohl er seit 1963 immer wieder inhaftiert war, regierte er die NCO auch aus der Gefängniszelle heraus. Bekannt wurde er 1981, als der christdemokratische Regionalpräsident Kampaniens Ciro Cirillo von den Roten Brigaden entführt wurde, und der inhaftierte Cutolo von den Christdemokraten dafür bezahlt wurde, den Politiker aus den Händen der Roten Brigaden zu befreien. Doch im April 1982 beschloss der damalige Präsident der Italienischen Republik, Sandro Pertini, die Verlegung des Gefängnisses Cutolo Asinara, eines der härtesten Gefängnisse Italiens, um seine kriminellen Aktivitäten zu beenden.
1986 widmete ihm der italienische Regisseur Giuseppe Tornatore einen Film mit dem Titel „Der Professor“ (Il Camorrista). Die Bezeichnung „Professor“ war sein Spitzname in der Camorra.
Im April 2020 ersuchte Cutolo angesichts der COVID-19-Pandemie die Gerichte um Versetzung in den Hausarrest, da er durch sein Alter (seinerzeit 78 Jahre) und seinen Gesundheitszustand ein erhöhtes Risiko für einen schweren Krankheitsverlauf habe.
Cutolo heiratete 1983 in der Haft Immacolata Iacone, sie bekamen 2007 eine Tochter, die mit künstlicher Befruchtung gezeugt worden war.
Am 17. Februar 2021 starb Cutolo in der Gefängnisabteilung des Maggiore-Krankenhauses in Parma im Alter von 79 Jahren.